# Richtan
Richtan, parfois Richdan (en ouzbek Rish'don, en russe Риштан), est une ville d'Ouzbékistan située au sud-ouest de la vallée de Ferghana. C'est une ville dont la majorité ethnique est tadjike. Elle est le chef-lieu administratif du district du même nom dépendant de la province de Ferghana. Elle comptait 49 200 habitants en 2013. C'est l'une des villes les plus anciennes de la Route de la soie, puisque ses premières mentions datent du IXe siècle sous le nom de Roch ou Rech. La localité a été renommée Kouïbychevo en 1937 et a retrouvé son nom en 1977 lorsqu'elle a obtenu le statut de ville.

## Toponymie
Au IXe siècle, la localité est mentionnée comme Roch ou Rech, puis au IXe siècle et au Xe siècle Richtan, ensuite au XIe siècle Rechton avant de devenir au siècle suivant jusqu'au XVe siècle Rochidon et aux XVe – XVIe siècles Rouchdon. Elle est mentionnée comme Rochidon jusqu'au début du XXe siècle. De 1926 à 1937 les autorités soviétiques fixent son nom en Richtan comme autrefois. Elle est rebaptisée Kouïbychevo en 1937 du nom du directeur du Gosplan Valerian Kouïbychev et retrouve son nom lorsqu'elle obtient le statut de ville en 1977.

## Géographie
Richtan se trouve au sud-ouest de la vallée de Ferghana dans les contreforts des monts Alaï à 482 mètres d'altitude, sur la rive droite de la rivière Sokh, non loin de la frontière avec le Kirghizistan.
La ville se trouve à 50 km au sud-ouest de Ferghana et à 270 km au sud-est de Tachkent.

## Transports
La gare de chemin de fer la plus proche se trouve à Fourkat (anciennement Serova) à 12 km au nord.
L'aéroport le plus proche est l'aéroport de Ferghana. 

## Population
En termes de population Richtan se trouve au cinquième rang dans la province de Ferghana après Ferghana, Kokand, Marguilan et Kouva. La ville est divisée en vingt arrondissements (makhalla): Goumbaz, Tchinigaron, Dakhbed, Dorilomon, Minor, Zar-Arikh, Kozi-Akhror, Nosgar, Khouja-Ilghor, Chokir-Ota, M. Topivoldiev, Miskine, Khochkhaïron, Markaz, Tochogolik, Navoï, Boghiston, Dekhkonobad, O. Sobirov, O. Korabochev.
Selon le recensement de 2013, la ville abrite 49 200 personnes de différentes ethnies. Parmi celles-ci, 27 % sont d'ethnie ouzbèke ; les Tadjiks ethniques représentent la majorité des habitants de la ville avec 71,6 %, suivis — loin derrière les Ouzbeks ethniques — de Tatars ethniques (0,66 %), de Russes ethniques (0,38 %), avec quelques Kirghizes (0,09 %) ou descendants de Coréens (0,02 %) et autres (0,13 %). Après l'effondrement de l'URSS, la population russophone qualifiée a émigré en masse et les Kirghizes ont fui la région après les affrontements interethniques de juin 2010 entre Ouzbeks et Kirghizes.

## Céramique

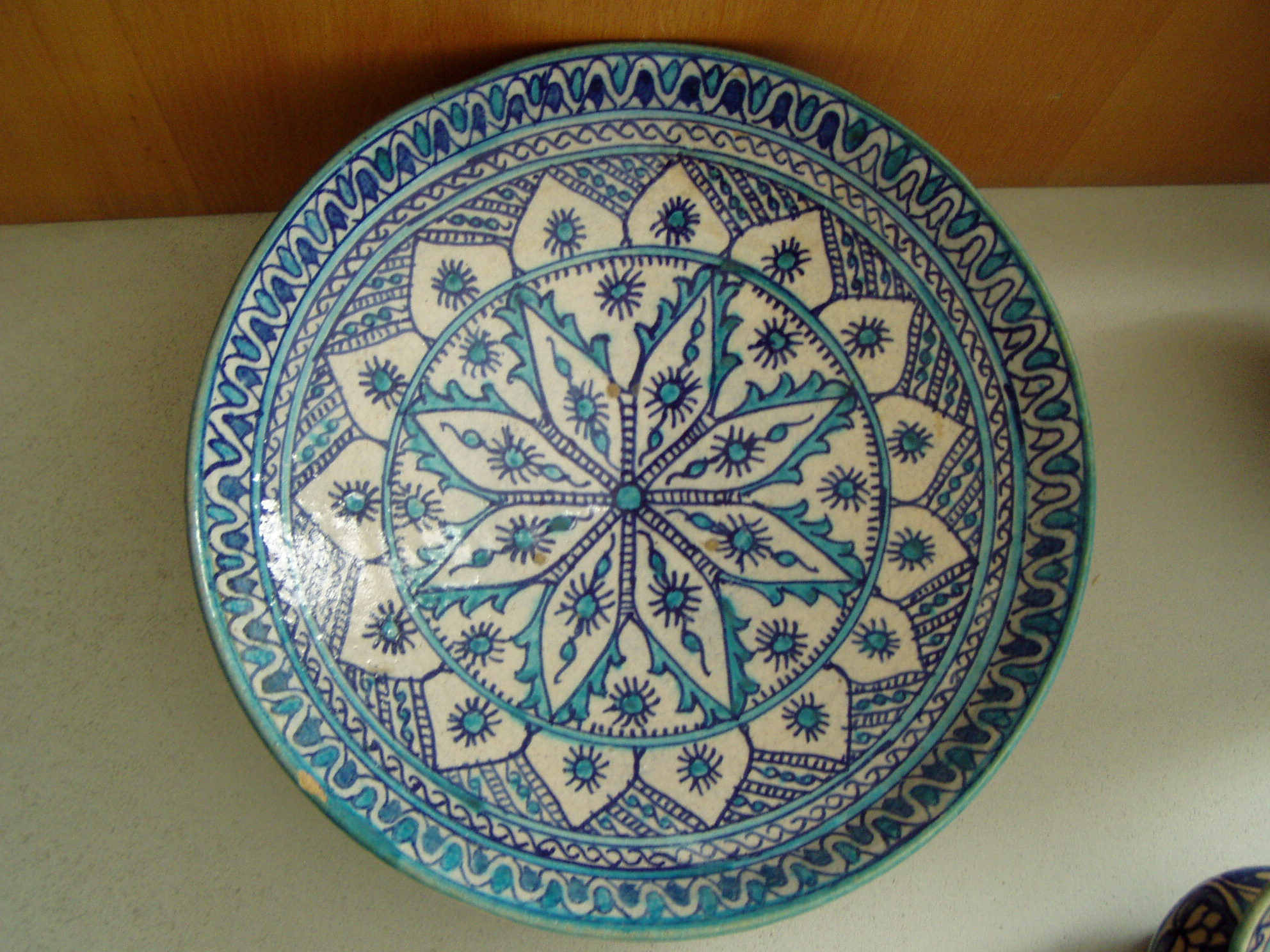
Plat de type Iskor

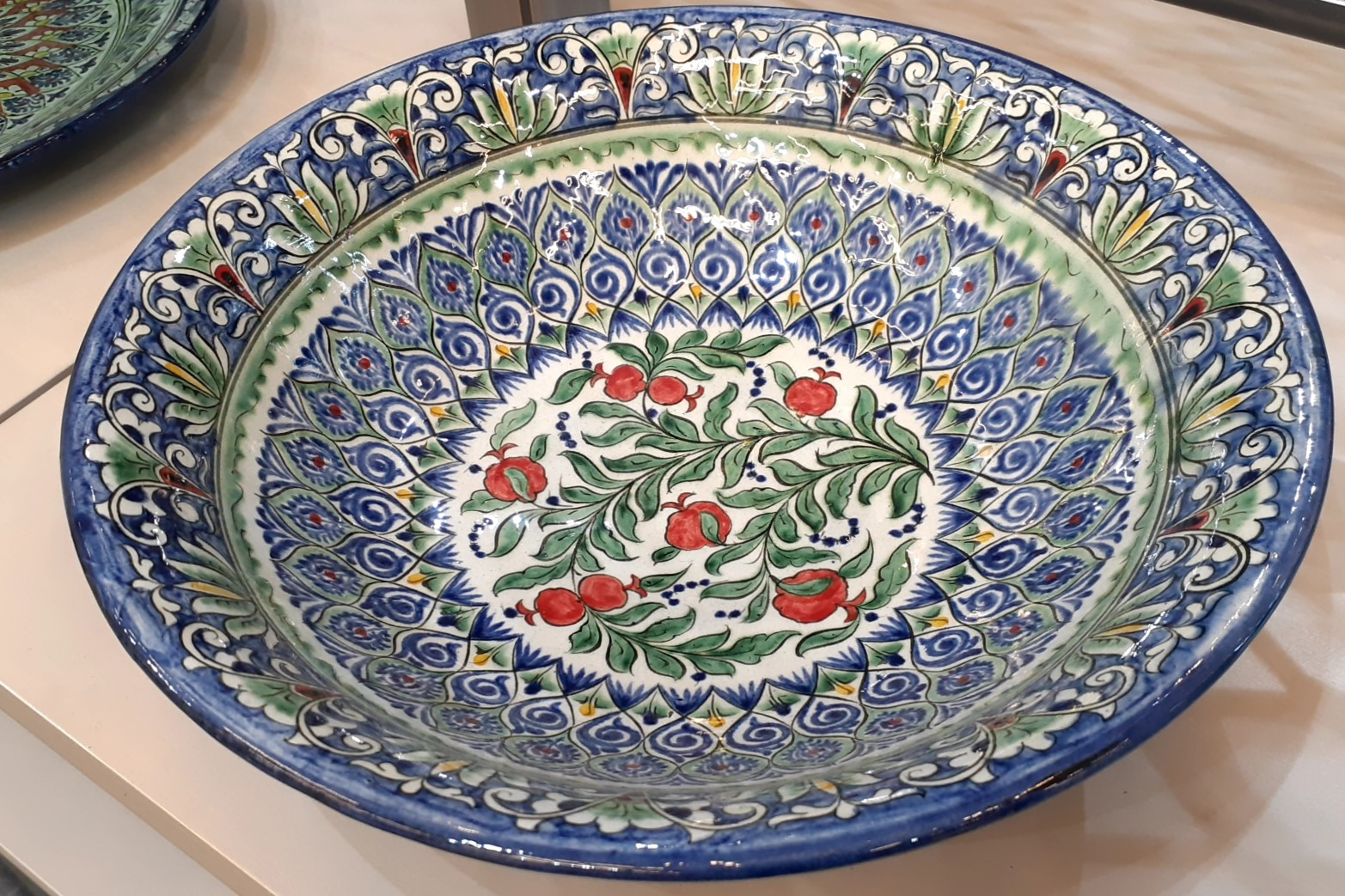
Plat de céramique de Richtan

Richtan est l'un des foyers les plus célèbres de la production de céramique en Ouzbékistan dont le travail, selon la tradition, a été introduit au XIIe siècle, en s'appuyant sur une riche veine d'argile de qualité que l'on trouve dans le sous-sol à environ 1,5 m de profondeur . En plus de l'argile, les artisans de Richtan utilisent du quartz et d'autres minéraux que l'on trouve dans les montagnes environnantes.
Au tournant du XIXe siècle et du XXe siècle, presque toute la main d'œuvre vivait de la poterie. Aujourd'hui, il y a environ deux mille artisans qui produisent (en utilisant des techniques traditionnelles ou de machines modernes) plus de cinq millions de pièces par an. La décoration typique se compose de lignes bleues et grises que l'on connaît sous le nom d'Iskor. 